# Allopoiesis
Allopoiesis (altgriech. αλλ(ο)- allo „anders, verschieden“ und ποιεῖν poiein „schaffen, bauen“) bezeichnet ein System, das sich nicht selbst reproduzieren kann und dessen Produkte nicht es selbst sind. Allopoietische Systeme sind also nicht autonom. Der Begriff stammt aus der Systemtheorie und ist das Gegenteil von Autopoiesis.
Der Neurobiologe Humberto Maturana benutzt den Begriff für Systeme, die keine Lebewesen sind, denn diese sind nach seiner Definition autopoietisch. Ein Beispiel ist eine Fertigungsstraße, bei der das Produkt (zum Beispiel ein Kraftfahrzeug) im Regelfall nichts mit den zur Fertigung verwandten Maschinen zu tun hat. Ein weiteres Beispiel sind Viren, die keine Selbstreproduktion betreiben können und für die Reproduktion eine Wirtszelle brauchen.